# Flavius Dalmatius
Flavius Dalmatius (? – 337) a Római Birodalom caesarja, a Constantinus-dinasztia tagja, Flavius Iulius Dalmatius fia, aki féltestvére volt I. Constantinus római császárnak.
Valószínűleg a galliai Tolosa (ma Toulouse) városában született testvérével, Hannibalianusszal együtt. Nevelőjük Exuperius rétor volt. A 330-as évek elején apja bekapcsolódott a birodalom irányításába, majd 335. szeptember 19-én az ifjabb Dalmatius is caesari címet kapott: Thracia, Achaea és Macedonia provinciák felett uralkodott. 337 nyarának végén saját katonái ölték meg, miután híre ment, hogy apját is kivégeztette II. Constantius.